# Let's Collabo
『Let's Collabo』（レッツ コラボ）は、日本のバンドB-DASHの7枚目のシングルである。2006年3月15日発売。発売元はPQ Records。

## 概要
- 前作から1年4ヶ月ぶりとなるシングル。
- インディーズに戻って初となるシングル。
- 新曲3曲とB-DASH主催イベント「SERVICE」の2005年9月17日の新木場STUDIO COASTからのライブ音源7曲を収録。収録曲の関係でオリコンではアルバム扱いとなっている。

## 収録曲
1. Let's Collabo
作詞・作曲：GONGON、編曲：B-DASH・GOTA
2. XLQ
作詞・作曲：GONGON、編曲：B-DASH・GOTA
3. Oh my love
作詞：いしわたり淳治、作曲：GONGON、編曲：B-DASH・GOTA
4. GO GO B-DASH! (OPENING S.E.)
5. NEW HORIZON (Live Ver.)
6. スラマッパギ (Live Ver.)
7. SECTOR (Live Ver.)
8. 窓 (Live Ver.)
9. ハーコー (Live Ver.)
10. ちょ (Live Ver.)

## 収録アルバム
- ベスト『LEAD SONG COLLECTION』（2007年5月16日）